# ゾルターン・ペシュコー
ゾルターン・ペシュコー（ハンガリー語: Zoltán Peskó、1937年2月15日 ブダペスト - 2020年3月31日）は、ハンガリー出身の指揮者・作曲家。

## 経歴
1937年、ハンガリー王国・ブダペストで生まれた。ブダペストのフランツ・リスト音楽院で学んだ後、作曲をゴッフレド・ペトラッシに、指揮法をフランコ・フェラーラとピエール・ブーレーズに師事した。
1966年より1969年まで、ベルリン放送交響楽団とベルリン・ドイツ・オペラにおいてロリン・マゼールの助手を務めた。その後はボローニャ市立劇場やヴェネツィア・フェニーチェ歌劇場、ミラノ・イタリア放送交響楽団（1976年～1982年）の指揮者をつとめた。長年ルガーノ湖に近いネージオに住んでいたが、2020年にブダペストにて死去。